# Naya Jarvis Zamblé
Naya Jarvis Zamblé, née le 14 octobre 1995 à Grand-Bassam (sud de la Côte d’Ivoire), est une chef d’entreprise et femme politique ivoirienne. Elle est la plus jeune députée à l'Assemblée nationale de Côte d'Ivoire depuis mars 2021.

## Études
Naya Jarvis Zamblé commence son parcours scolaire à Abidjan, où elle obtient son baccalauréat puis un diplôme universitaire de technologie en logistique. Elle part ensuite poursuivre ses études au Ghana et obtient à East Legon University of Accra (désormais Knutsford University), un master en management et un certificat en anglais.

## Carrière professionnelle
Elle commence sa carrière professionnelle au Ghana, en travaillant au service logistique de Nestlé-Ghana et ensuite comme responsable logistique à Think Tank Business Services. En 2014, Naya Jarvis Zamblé décide de retourner en Côte d’Ivoire. Elle crée une ferme avicole et une entreprise dans l'évènementiel et commence ainsi sa carrière de chef d’entreprise. Elle s’est aussi investie dans le BTP. Sous la tutelle des premiers ministres Hamed Bakayoko et Amadou Gon Coulibaly, elle débute son engagement politique dès son arrivée en Côte d'Ivoire en 2015.

## Engagement politique
De retour en Côte d’Ivoire, Naya Jarvis Zamblé entre en politique sous le mentorat des Premiers ministres Hamed Bakayoko et Amadou Gon Coulibaly  en 2015. Elle intègre par la même occasion le Rassemblement des houphouëtistes pour la démocratie et la paix (RHDP).

### Leader de Jeunesse RHDP
En 2015, elle occupe le poste de vice-présidente de la Jeunesse unie de Côte d'Ivoire (JUNCI). En 2016, elle devient la présidente du Mouvement actif des Jeunes Leaders de Côte d'Ivoire (MAJLCI). En 2017, elle est présidente de la Jeunesse houphouëtiste du Centre Ouest. En 2018, elle initie une vaste campagne internationale d’implantation des bases de la jeunesse RHDP dans différents pays, comme le Maroc, le Burkina Faso, le Sénégal, le Mali, le Niger et la Mauritanie. Depuis 2019, elle est la présidente de la Jeunesse féminine du RHDP, notamment de la région de la Marahoué (Centre de la Côte d’Ivoire).

### Députée de la législature 2021-2026
En mars 2021, elle est élue députée de la circonscription de Gohitafla, Iriéfla, Maminigui commune et sous-préfectures lors des élections législatives. Elle devient ainsi la première femme députée de cette localité. Elle est la plus jeune députée de la mandature,.
À la mort du président de l'Assemblée nationale Amadou Soumahoro en mai 2022, Naya Jarvis Zamblé fait savoir qu'elle souhaite être la candidate du RHDP à la présidence. Le président Ouattara choisit Adama Bictogo comme candidat et Jarvis Zamblé renonce à sa candidature.
En septembre 2023, Naya Jarvis Zamblé est élue maire de Gohitafla lors des élections municipales.